# Спадкоємець (фільм, 1975)
«Спадкоємець» — радянський художній фільм 1975 року, знятий режисером Каковом Оразсяхедовим на кіностудії «Туркменфільм».

## Сюжет
Екранізація однойменної повісті Анни Пайтик.

## У ролях
- Сабіра Аннакличева — Мамур-Едже (дублювала Ніна Нікітіна)
- Ата Довлетов — Туйлі-ага (дублював Василь Щолоков)
- Сурай Мурадова — Дойдук (дублювала Зана Заноні)
- Огульджан Ніязбердієва — Арзигуль (дублювала Лариса Даниліна)
- Мулькаман Оразов — Іламан (дублював Олексій Золотницький)
- Тетяна Рустамова — Бібігозель
- Танрикуль Сеїткулієв — Овез (дублював Раднер Муратов)
- Хоммат Муллик — Абалак (дублював Артем Карапетян)
- Артик Джаллиєв — Аталак (дублював Руслан Ахметов)
- К. Чишієв — епізод
- Каков Оразсяхедов — епізод
- Я. Одаєв — епізод
- Ч. Сеїдов — епізод
- А. Бяшимова — епізод
- Вапа Мухамедов — епізод
- Тачбібі Гафурова — епізод
- Айдогди Оразов — епізод
- Ч. Ханов — епізод
- С. Атаджанова — епізод
- І. Мангушев — епізод
- Р. Агамурадова — епізод
- Шукур Кулієв — епізод
- Н. Базарова — епізод
- Худайберди Ніязов — міліціонер

## Знімальна група
- Режисер — Каков Оразсяхедов
- Сценаристи — Анна Пайтик, Каков Оразсяхедов
- Оператор — Усман Сапаров
- Композитор — Аман Агаджіков
- Художник — Аннамухамед Заріпов